# قوة أمن الحدود
قوة أمن الحدود ( BSF ) هي منظمة الدفاع الحدودية الأساسية في الهند. وهي واحدة من قوات الشرطة المسلحة المركزية السبع التابعة لاتحاد الهند، وقد نشأت في أعقاب حرب عام 1965 في 1 ديسمبر 1965، «لضمان أمن حدود الهند وللمسائل المرتبطة بها.» وهي قوة شرطة مسلحة مركزية مكلفة بحراسة الحدود البرية للهند في وقت السلم ومنع الجريمة عبر الوطنية. وهي وكالة حكومة الاتحاد تحت الرقابة الإدارية لوزارة الشؤون الداخلية. وهي قوة مسلحة تابعة لاتحاد الهند مكلفة بمهام مختلفة من وقت لآخر. وقد نما قوة أمن الحدود بشكل كبير من عدد قليل من الكتائب في عام 1965، إلى 186 كتيبة مع قوة من 257363 من الأفراد بما في ذلك توسيع الجناح الجوي، الجناح البحري، وأفواج المدفعية، ووحدات الكوماندوز. وهي تقف حاليًا كأكبر قوة حراسة حدودية في العالم. وقد تم وصف قوة أمن الحدود بأنه خط الدفاع الأول عن الأراضي الهندية.

## معرض صور

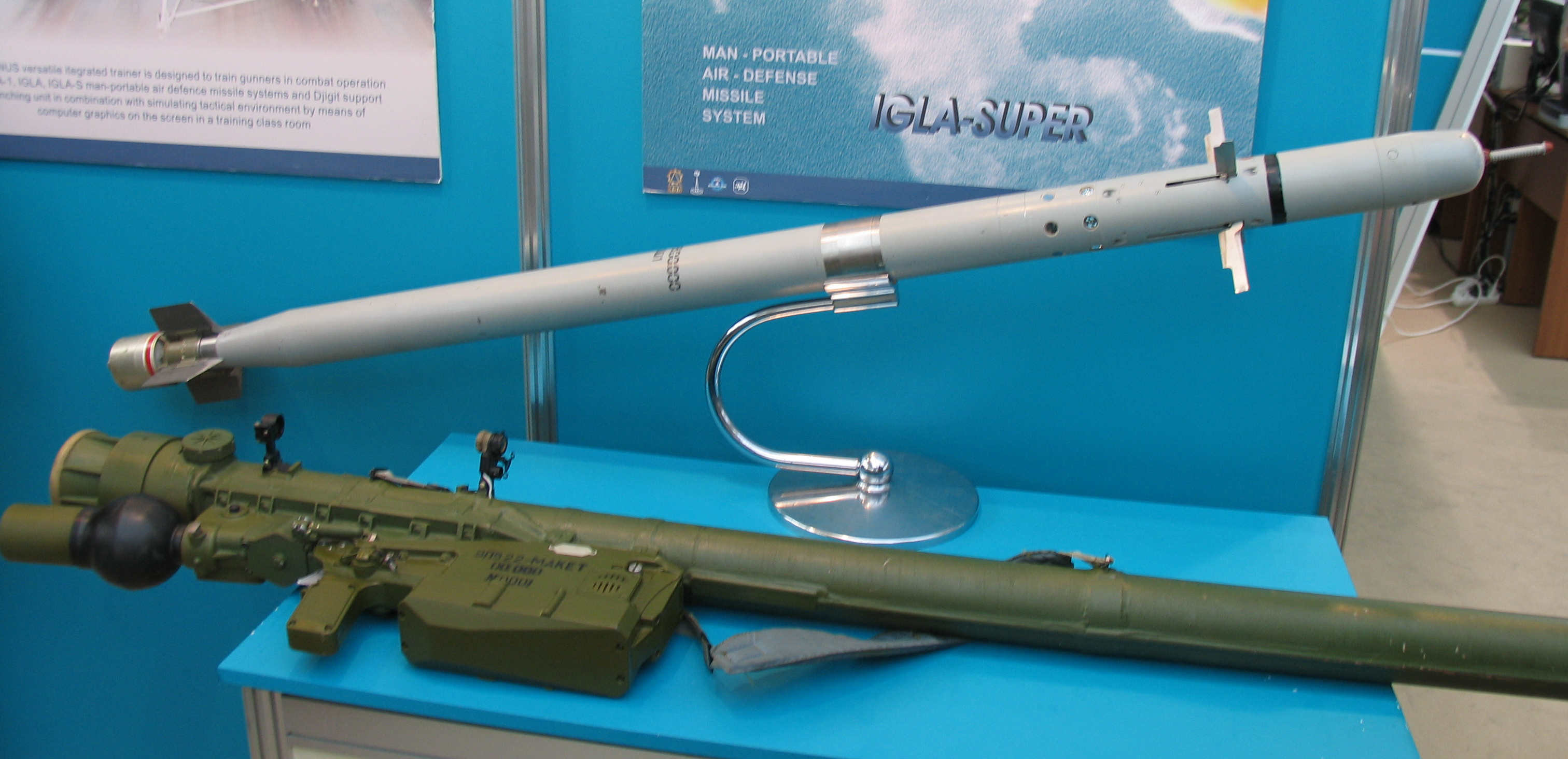
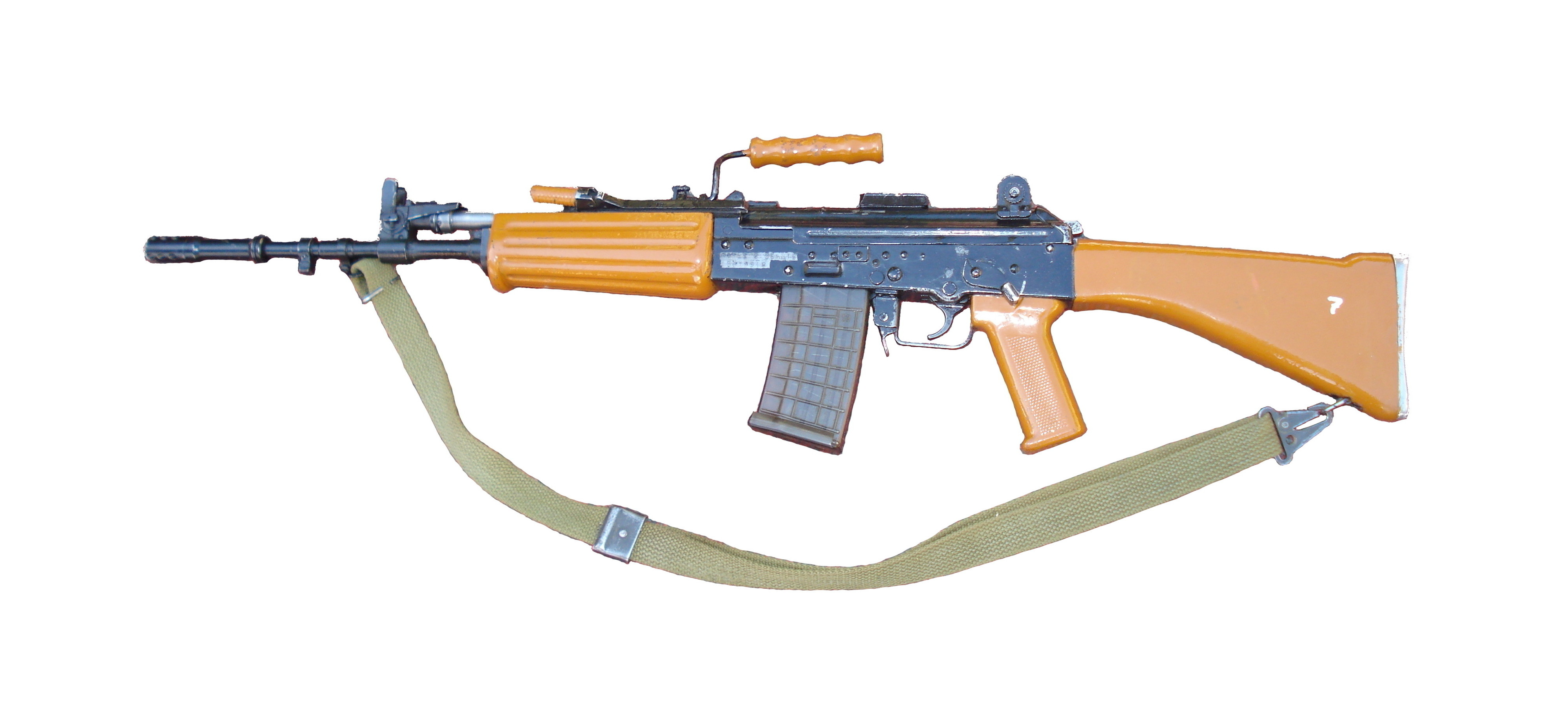
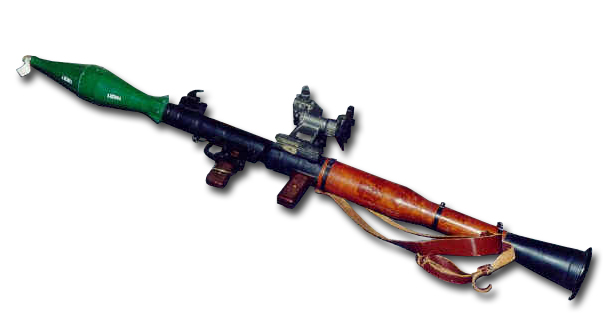
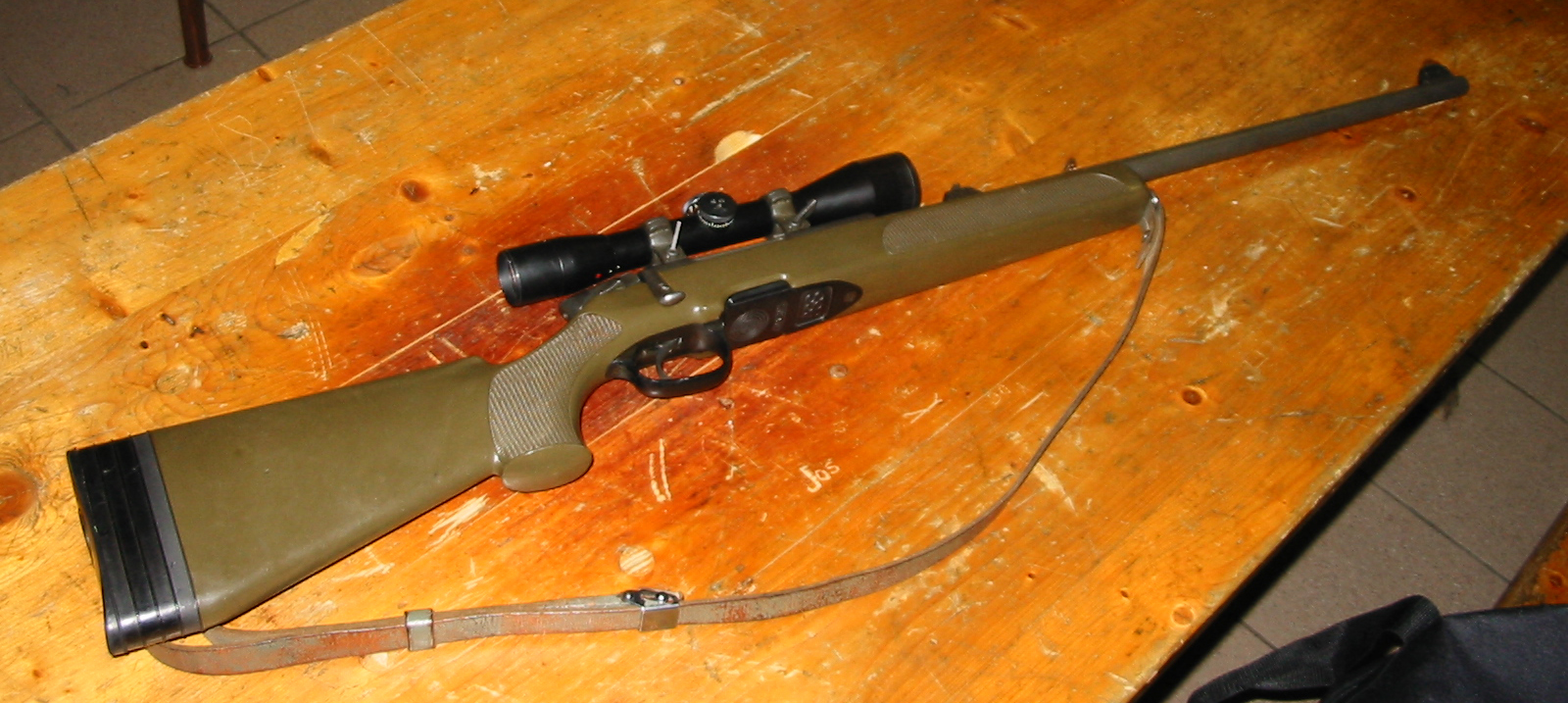

## روابط خارجية
- الموقع الرسمي
- قوة أمن الحدود @ الهند الدفاع
- الأمن العالمي
- CI العمليات في جامو وكشمير